# Иво Димчев
Иво Димчев е български певец, режисьор, хореограф, автор на текстове и визуален артист.

## Ранни години
Роден е в София през 1976 г.
В периода 1992 – 1996 г. учи и завършва в 4xC, експерименталното театрално училище на режисьора Николай Георгиев.

## Кариера
През 1998 г. Димчев е приет в специалност „Актьорско майсторство за драматичен театър“ в класа на професор Крикор Азарян и асистенти доцент Тодор Колев и Атанас Атанасов в НАТФИЗ, но напуска академията на следващата година.
По-късно играе съответно в пиесите „Хронология на сънуването“ на Галин Стоев и „Психозис“ на Десислава Шпатова на сцените на Народен театър „Иван Вазов“ и Театрална работилница „Сфумато“.
От около 2001 г. Димчев се занимава с авторски спектакли в сферата на съвременния танц. Измежду тях са Sleeping Dog (2001), Lili Handel (2004), Paris (2009), Som Faves (2009), I-on (2011), X-on (2012), Fest (2013), I-Cure (2014), Operville (2015), Facebook Theatre (2016), Sculptures (2017), Selfie Concert (2018), In Hell with Jesus/Top 40 (2023), METCH (2024) и много други спектакли, които представя на стотици фестивали в Европа, САЩ, Русия, Азия, Австралия и Южна Америка.
През 2016 г. Димчев е удостоен с награда „Икар“ в категория „Съвременен танц и пърформанс“ за Operville и Facebook Theatre.
От 2011 г. освен с танц и пърформанс той се занимава и с пеене и концерти.
През 2017 г. издава първия си авторски албум Songs From My Shows. Следват Sculptures (2017), „Тракия“ (2022).
През 2018 г. се класира на кастингите за британския X-Factor с 3 пъти „да“, като единствено Луи Томлинсън не го подкрепя. Отпада в следващия кръг, когато Айда Фийлд не го избира да продължи към финалите.
Димчев издава песента „Корона къш къш!“ по време на пандемията от COVID-19 в България.
Тогава Иво Димчев инициира и проекта Your Home Is My Theatre и изнася над 400 домашни концерта в домовете на хората в България, Истанбул, Ню Йорк и Лос Анджелис. Списание Ню Йоркър публикува няколко страници портрет за артиста и неговата снимка излиза на корицата на онлайн изданието. Автор на статията е Димитър Кенаров.
През 2022 г. играе във филма на Теодор Ушев „Ф1.618“, за който също записва и песента Erotic Star.
От ноември 2023 г. Иво Димчев е резидентен артист в театър Ла Мама в Ню Йорк, където е премиерата на мюзикъла In Hell with Jesus/Top 40 и соловият му спектакъл METCH. Тогава „Ню Йорк Таймс“ посвещава 2 страници на Иво Димчев и неговия спектакъл.

## Други дейности
Димчев преподава изкуство в 6 световни академии, занимава се с активизъм за равноправието и защитата на ЛГБТ гражданите от дискриминация, както и с писателска дейност.
През 2014 г. открива МОЗЕЙ, независимо пространство за съвременно изкуство в София.
Две години по-късно издава книгата Stage Works 2002-2016.

## Личен живот
Димчев е хомосексуален.
От 2006 г. се лекува от ХИВ.

## Награди
- 2016 – награда „Икар“ на Съюза на артистите в България за „Съвременен танц и пърформанс“ за Operville и Facebook Theatre.
- 2008 – награда за най-добро представление от френските критици за Lili Handel.
- 2007 – награда на алтернативния театрален фестивал в Унгария за най-добър танцов спектакъл за трилогията 2 solos 1 duet/Thank you, The R и Golden duet.
- 2005 – награда на международното жури от критици за най-добър актьор на MASK фестивала в Унгария за Lili Handel.

## Албуми
- Sculptures (2017)[2] – поп
- Songs From My Shows (2017)
- Trakia (2022)

## Филми
- „Ф1.618“ (2022) – певец